# José Luis Pablo Sánchez

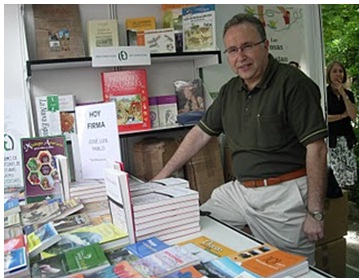
José Luis Pablo Sánchez en la Feria del Libro de Madrid 2007

José Luis Pablo Sánchez (nacido en 1954 en Navalmoral de la Mata, provincia de Cáceres, España). Cursó sus estudios en la Universidad de Barcelona y muy pronto comenzó su labor como profesor en la ciudad de Hospitalet de Llobregat, actividad que combinó con la literatura.

## Biografía
José Luis Pablo Sánchez nació en Navalmoral de la Mata, Cáceres, en 1954 y allí vivió su infancia. Sin embargo, su juventud la pasó a caballo entre Valencia y Barcelona. Posteriormente realizó sus estudios de Filología e Historia en la Universidad de Barcelona, compaginándo la enseñanza con la literatura.
Según pasaron los años, los diferentes grupos de profesores y alumnos con los que compartió proyectos, programaciones, puestas en común relacionadas con el mundo de la literatura , fueron sin duda el germen que le desarrolló la pasión por leer y la necesidad de contar historias.
Ha escrito diversas novelas de carácter histórico, libro de viajes, relatos y ensayos.

## Obras

### Novelas
Nostalgia de una pasión (1999)
Tiempos de niebla (2007)
La encrucijada de Yuste (2012)
Nostalgia de una pasión. Edición ampliada (2013)
El otoño de los recuerdos (2018)

### Libro de viajes
Por el Norte de Extremadura: De la Vera a las Hurdes (2003)

### Relatos y cuentos
La tragedia de la emigración (1972)
Una nueva estrella guía sus pasos (2001)
La ilusión recuperada (2002)
Una vida singular (2005)

### Ensayos
Extremadura, fantasía del Nuevo Mundo (2006)
Extremadura, descanso del Emperador (2008)
La obra literaria de los santos inocentes (2010)